# Conservatoire Glinka de Nijni Novgorod
Le conservatoire d'État Glinka de Nijni Novgorod (Нижегоро́дская госуда́рственная консервато́рия им. М. И. Гли́нки) est un conservatoire national situé à Nijni Novgorod en Russie. Il est baptisé du nom du compositeur Mikhaïl Glinka et se trouve 40 rue Piskounov.

## Histoire

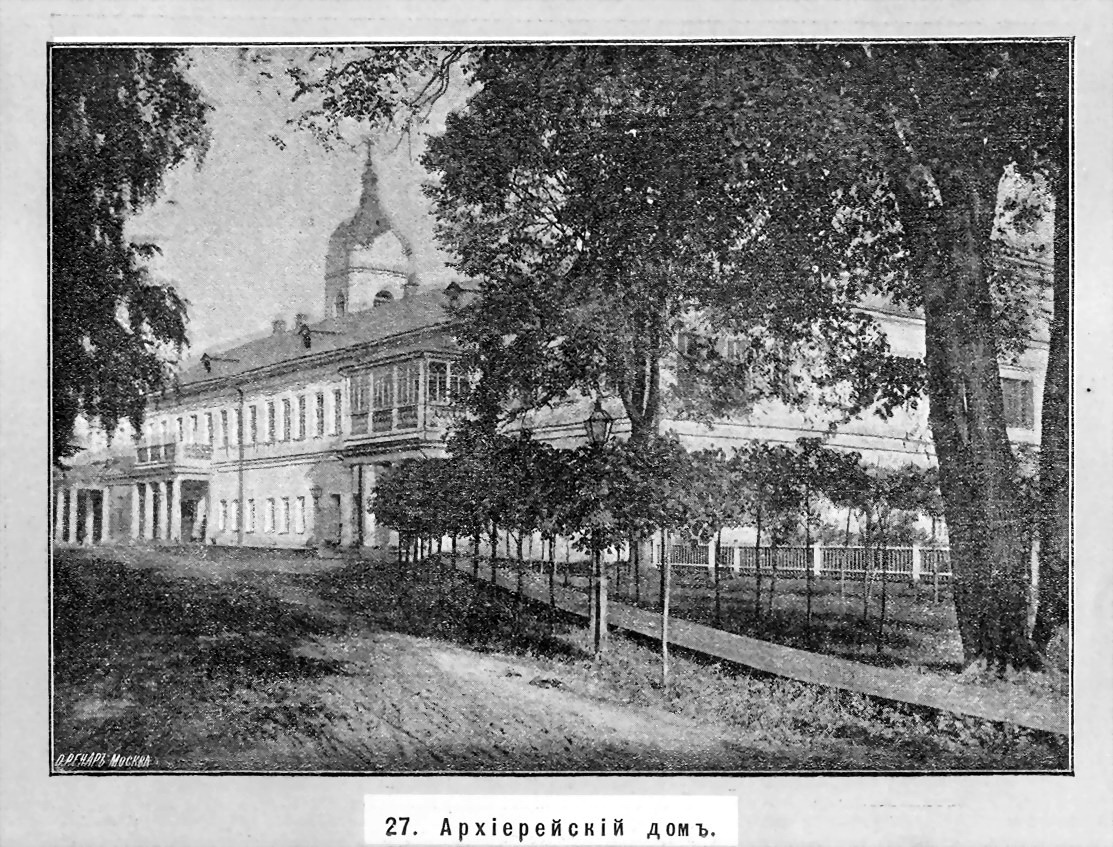
Photographie de la fin du XIXe siècle de l'ancienne maison de l'Archevêché.

Le conservatoire d'État de Nijni Novgorod (municipal jusqu'en 1990) a été fondé en 1946 dans les anciens locaux de l'Archevêché de Nijni Novgorod. Les premiers enseignants du conservatoire sont des musiciens de renom diplômés des conservatoires de Moscou et de Saint-Pétersbourg (Léningrad), comme I.V. Spossobine, A.P. Storogski, B.S. Veprinski, A.A. Kassianov, N.N. Polouektova, S.L. Lazerson, M.V. Tropinskaïa, D.V. Jitomirski, M.S. Pekelis, G.P. Guinzbourg, Ya.V. Flier, Ya.I. Zak, V.P. Portougalov, V.A. Chtcherbinine, A.V. Braun, O.K. Eiges, B.S. Marantz, A.A. Nesterov, I.B. Gusmann, I.I. Katz.
Le premier recteur du conservatoire est A.A. Kogan, puis il est dirigé de 1950 à 1972 par le pianiste et musicologue G.S. Dombaïev qui hisse l'établissement au rang des grands conservatoires du pays. Il prend le nom de conservatoire Glinka en 1957 et reçoit le statut d'établissement post-universitaire en 1965. On construit à l'époque des foyers pour les étudiants et la réaménage les bâtiments. En 1960, la maison allemande « Schucke » installe des grandes orgues dans la grande salle du conservatoire. La classe d'orgue est alors dirigée par l'artiste du peuple G.I. Kozlova. Le conservatoire à partir de 1962 prend part à des festivals de musique contemporaine, dont le festival Chostakovitch.

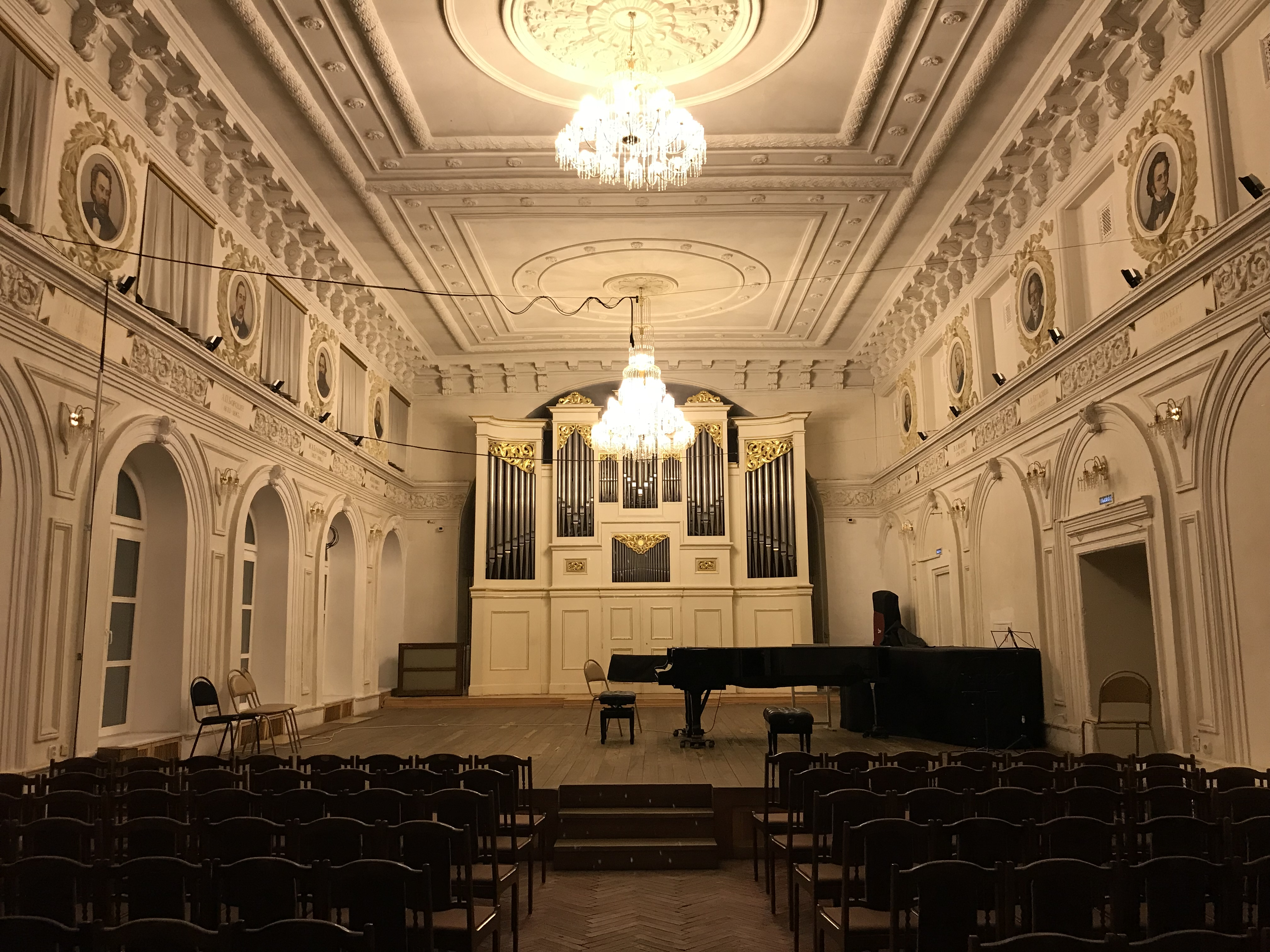
Grande salle du conservatoire.

De 1972 à 1993, le recteur est le professeur et compositeur A.A. Nesterov qui met l'accent sur les classes de composition et édite des recueils scientifiques (Problèmes de l'analyse musicale, «Проблемы анализа музыки», Problèmes de la musique contemporaine, «Проблемы современной музыки», etc.). Dans les années 1970, la grande salle de concert du conservatoire est la première en URSS à donner des concerts d'Alfred Schnitke, de la musique spirituelle de Rakhmaninov, des pièces de Tchesnokov, de Kastalski et d'œuvres contemporaines de musiciens occidentaux. Il se fait même une réputation de donner en public des œuvres qui ne sont pas bien vues du régime et parfois interdites.
En 1994, le nouveau recteur élu est le chef d'orchestre et professeur L.K. Sivoukhine, artiste du peuple de Russie et citoyen d'honneur de Nijni Novgorod. Sous son rectorat, le conservatoire se hisse au niveau des conservatoires internationaux et tisse des liens avec des conservatoires étrangers. Des étudiants étrangers viennent y étudier ou y faire des stages, venant du Japon, de Syrie, du Danemark, de France, des États-Unis, de Chine ou des Caraïbes.
De 1996 à 2017, le conservatoire est dirigé par le compositeur, chef d'orchestre et professeur E.B. Fertelmeister qui donne une grande expansion dans tous les domaines à l'établissement, de plus en plus intégré à la culture musicale du monde. C'est ainsi que le conservatoire reçoit en 2005 le statut d'académie. Des travaux de réaménagement ont également lieu. Un conseil de thèses de doctorat est organisé à partir de 2003 avec des spécialistes venant de Moscou, Saint-Pétersbourg, Rostov-sur-le-Don, Kazan, Nijni Novgorod. Le président du conseil est le professeur V.N. Syrov. Quarante-et-une thèses de doctorat ont été ainsi soutenues depuis lors.
Depuis 1998, le conservatoire édite un recueil d'articles d'étudiants en musicologie intitulé «Gradus ad Parnassum», et des conférences annuelles de jeunes enseignants et d'aspirants au doctorat sont publiées avec un grand écho dans le pays. De plus, le conservatoire est le seul à organiser des olympiades d'étudiants venant de différentes écoles de musique et de collèges dont les sujets sont « histoire et théorie de la musique», « direction de chœur», «instruments d'orchestre populaire», «instruments à cordes». Les lauréats peuvent entrer dans le cycle d'études supérieures sans examens.
Le conservatoire Glinka est l'établissement d'enseignement musical le plus important de la région fédérale de la Volga. Il accueille aussi dans sa grande salle des concerts de la Philharmonie de Nijni Novgorod.

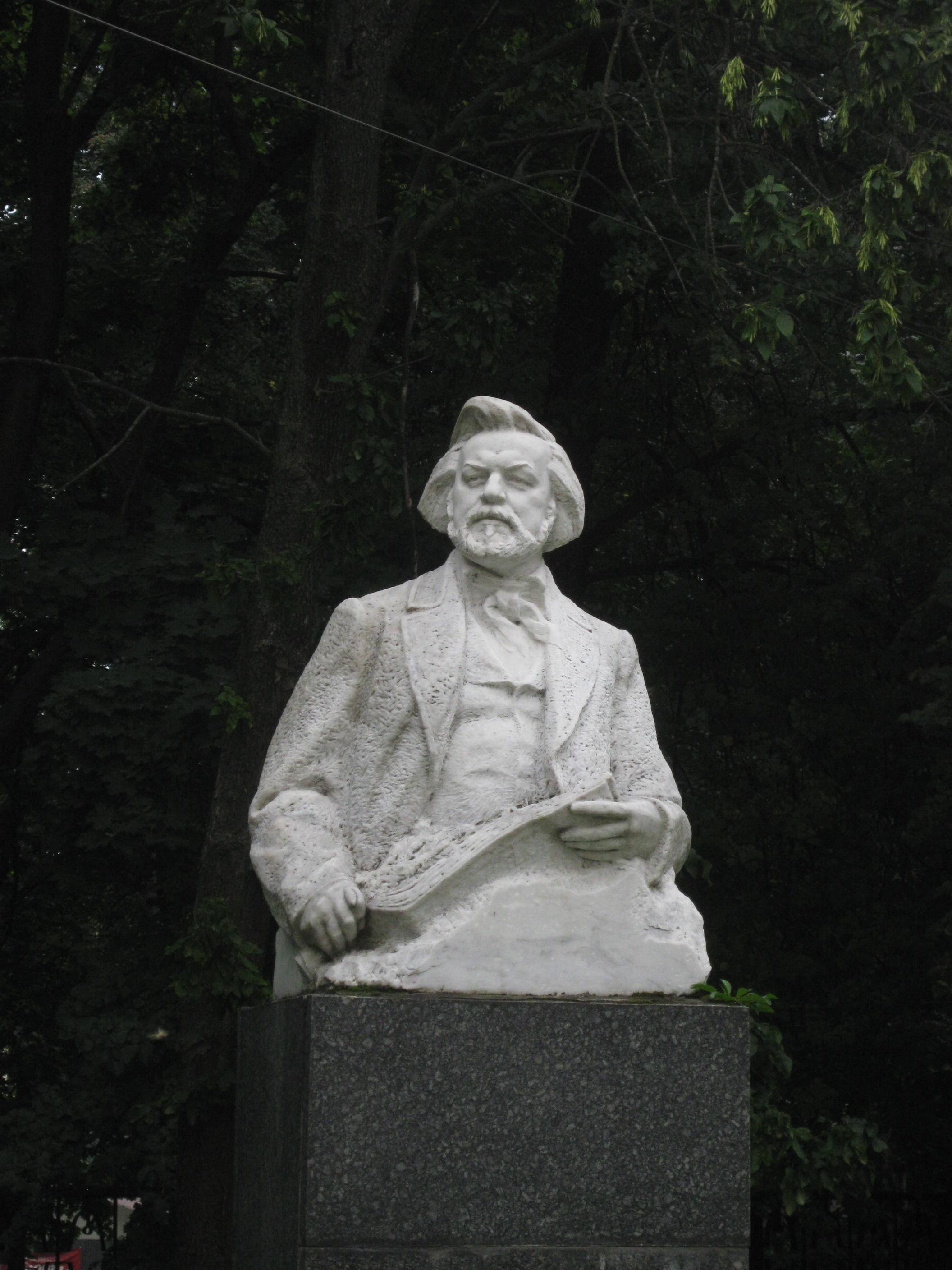
Buste de Glinka devant le conservatoire.
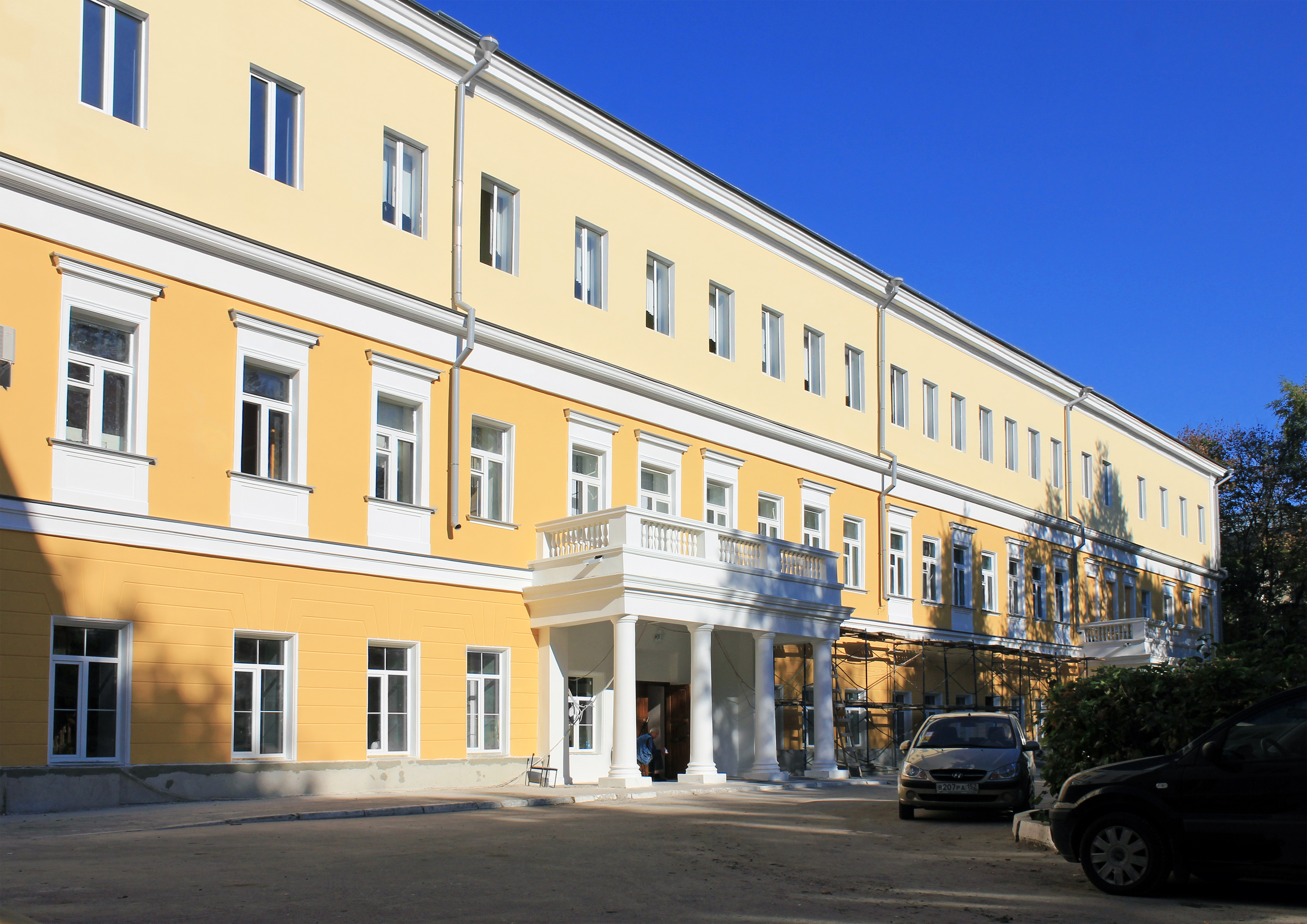
Façade du conservatoire Glinka.
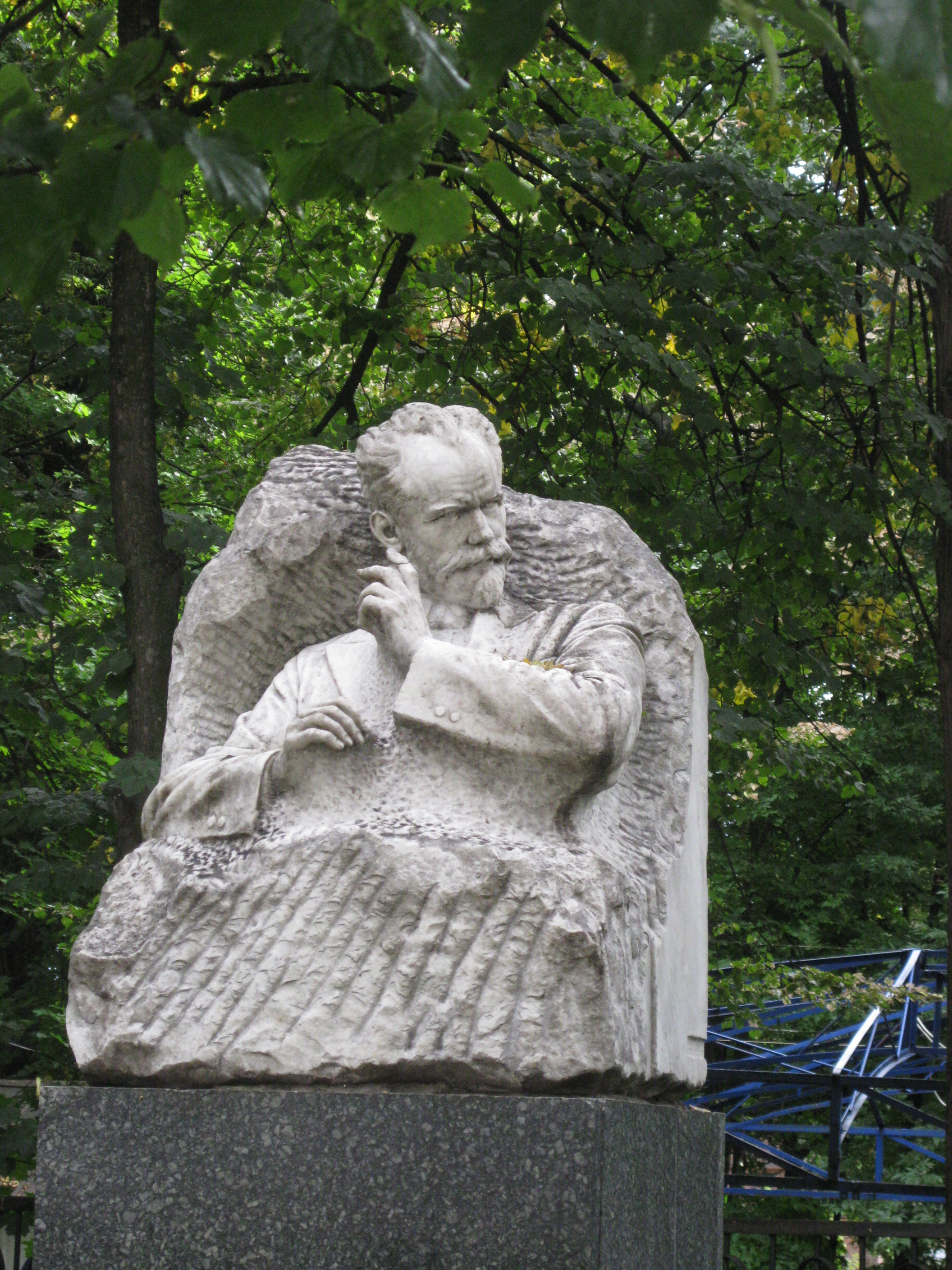
Buste de Tchaïkovsky devant le conservatoire.

## Recteurs
- Alexandre Abramovitch Kogan (1946-1950)
- Grigori Savelevitch Dombaïev (1950-1972)
- Arkadi Alexandrovitch Nesterov (1972-1993)
- Lev Constantinovitch Sivoukhine (1994-1996)
- Edouard Borissovitch Fertelmeister (1996-2017)
- Youri Efimovitch Gourevitch (depuis 2018)

## Études
En 2006, plus de 700 étudiants et aspirants au doctorat y étudiaient, pour un corps enseignant de 141 personnes, dont 18 professeurs et 51 dozents. En 2010, le corps enseignant était de 215 personnes, dont 62 professeurs et docteurs, plus de 100 dozents et candidats au doctorat. Une trentaine de membres sont lauréats de prix internationaux et nationaux.

### Facultés
- Faculté de piano
- Faculté d'orchestre
- Faculté d'instruments populaires
- Faculté de direction d'orchestre
- Faculté de chant
- Faculté de composition et de musicologie
- Faculté d'enseignement qualifié

### Chaires
- Spéciale de piano
- Ensemble de chambre
- Direction d'orchestre
- Instruments à cordes
- Instruments à vent (bois)
- Percussions
- Instruments populaires
- Chant soliste
- Théâtre musical
- Opéra, direction d'orchestre d'opéra et orchestre symphonique d'opéra
- Direction de chœur
- Composition et instrument
- Théorie de la musique
- Histoire de la musique
- Journalisme musical
- Régie musicale
- Technologie musicale et informatique
- Chaire de piano
- Chaire de langues étrangères
- Chaire de pédagogie et de méthodologie musicale
- Chaire de philosophie et d'esthétique

### Sections
- Section orgue et clavecin
- Section éducation physique et sécurité

### Collectifs
- 2 orchestres symphoniques
- Orchestre d'instruments populaires russes
- Orchestre de baïanes et d'accordéons
- Chœur mixte
- Chœur féminin
- Unisson des balalaïkas
- Ensemble de musique ancienne « Demesto » («Демество»)